# Swetlana Georgijewna Grinberg

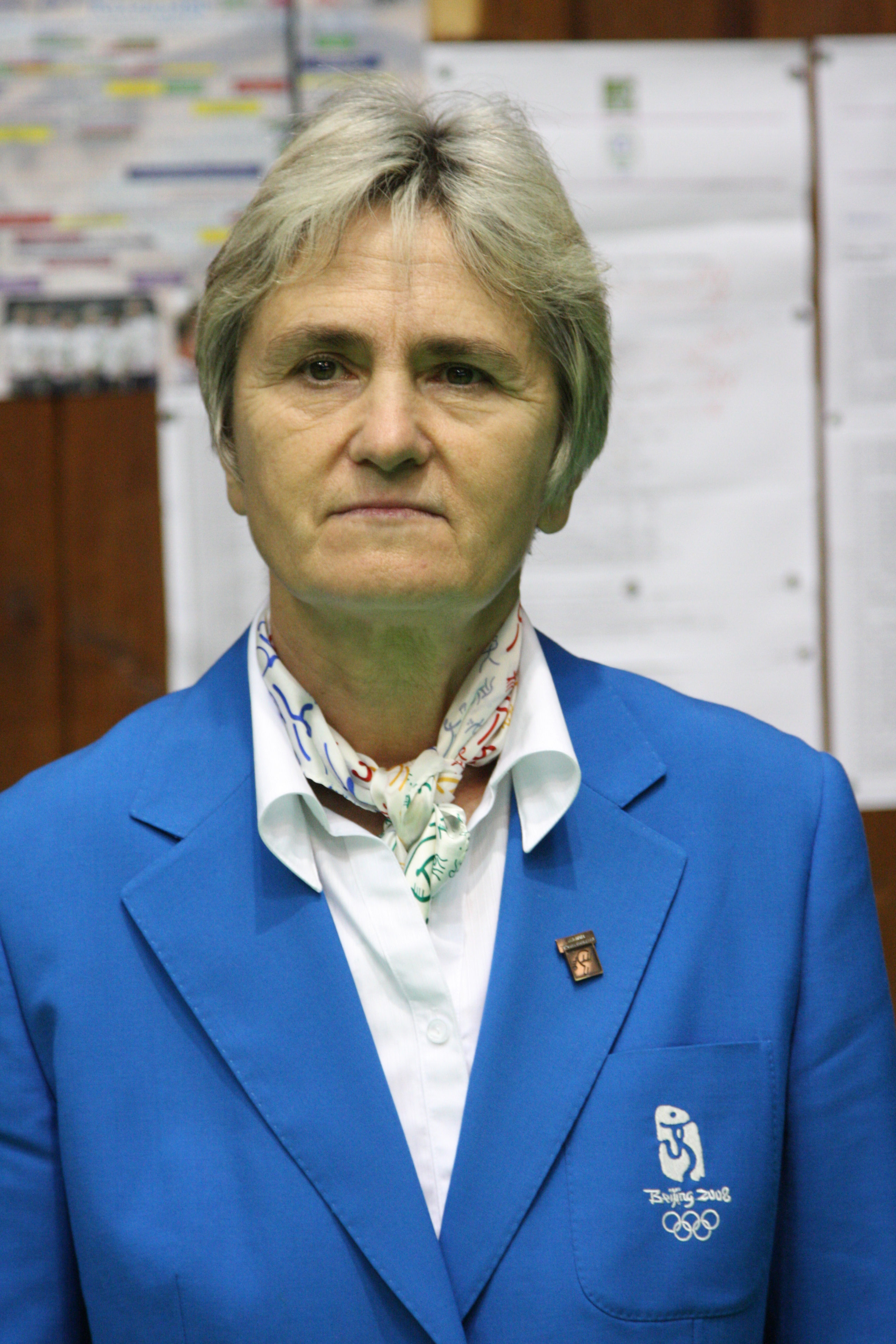
Svetlana Fedorova-Grinberg als Schiedsrichter an den Olympischen Spielen 2008 in Peking

Swetlana Georgijewna Grinberg (russisch Светлана Георгиевна Гринберг; * 10. Oktober 1944) ist eine ehemalige russische Tischtennisspielerin, die in den 1960er und 1970er Jahren zur Weltspitze gehörte. Sie wurde im Doppel Europa- und Weltmeister. Zudem holte sie mit der Mannschaft zweimal Gold bei Europameisterschaften und einmal Gold bei Weltmeisterschaften. Zudem wurde sie zweimal Einzelweltmeisterin bei den Senioren.
Nach ihrer Heirat trat sie unter dem Namen Swetlana Georgijewna Fjodorowa (russisch Светлана Георгиевна Фёдорова) auf. Der Nachname wird in der englischen Transliteration Fedorova geschrieben.

## Erfolge
Von 1963 bis 1975 nahm Grinberg an sechs Europameisterschaften und an sechs Weltmeisterschaften teil. Ihre größten Erfolge erzielte sie mit ihrer Stammpartnerin im Doppel Soja Rudnowa.
Bei der Europameisterschaft 1966 erreichte sie im Einzel das Endspiel, das sie gegen die Rumänin Maria Alexandru verlor. 1968 wurde sie im Doppel Zweiter. Zwei Jahre später gewann sie im Doppel den Titel. Sie besiegten im Finale das deutsche Doppel Diane Schöler/Agnes Simon. Mit der sowjetischen Damenmannschaft holte Grinberg 1966 und 1968 Silber sowie 1970 und 1974 Gold.
Bei den Europäischen Ranglistenturnieren TOP-12 kam sie 1972 auf Platz sechs und 1975 auf Platz sieben.
Mit Rudnowa kam sie bei der Weltmeisterschaft 1967 bis ins Doppel-Halbfinale. Mit der sowjetischen Mannschaft wurde sie Vizeweltmeister. 1969 gewann sie Gold im Doppel und mit der Mannschaft.
Später beteiligte sie sich an Seniorenweltmeisterschaften. 1994 und 1996 gewann sie den Titel im Einzel in der Altersklasse Ü50. Auch war sie im Doppel erfolgreich. 2006 kam sie mit Theresia Földy in der Klasse Ü60 ins Halbfinale. Das gleiche Ergebnis erzielte sie 2010 in der Klasse Ü65 mit Elke Hamel.

## Trainerin und Funktionärin
Nach dem Ende ihrer Karriere absolvierte sie eine Schiedsrichterausbildung. Sie wird auch bei Weltmeisterschaften eingesetzt. Im Swaythling Club International unterstützt sie die Öffentlichkeitsarbeit.

## Privat
Grinberg stammt aus Kiew. Sie studierte.

## Turnierergebnisse
| Verband | Veranstaltung       | Jahr | Ort         | Land | Einzel        | Doppel        | Mixed         | Team |
| ------- | ------------------- | ---- | ----------- | ---- | ------------- | ------------- | ------------- | ---- |
| URS     | Europameisterschaft | 1974 | Novi Sad    | YUG  | Halbfinale    | Viertelfinale |               | 1    |
| URS     | Europameisterschaft | 1972 | Rotterdam   | NED  | Viertelfinale | Halbfinale    |               |      |
| URS     | Europameisterschaft | 1970 | Moskau      | URS  | letzte 16     | Gold          | Halbfinale    | 1    |
| URS     | Europameisterschaft | 1968 | Lyon        | FRA  | Halbfinale    | Silber        | Halbfinale    | 2    |
| URS     | Europameisterschaft | 1966 | London      | ENG  | Silber        | Viertelfinale |               | 2    |
| URS     | Europameisterschaft | 1964 | Malmö       | SWE  | Halbfinale    | Halbfinale    | Viertelfinale |      |
| URS     | EURO-TOP12          | 1975 | Wien        | AUT  | 7             |               |               |      |
| URS     | EURO-TOP12          | 1974 | Trollhatten | SWE  | 11            |               |               |      |
| URS     | EURO-TOP12          | 1972 | Zagreb      | YUG  | 6             |               |               |      |
| URS     | Weltmeisterschaft   | 1975 | Calcutta    | IND  | letzte 32     | letzte 32     | letzte 64     | 6    |
| URS     | Weltmeisterschaft   | 1971 | Nagoya      | JPN  | letzte 64     | Viertelfinale | letzte 32     | 5    |
| URS     | Weltmeisterschaft   | 1969 | München     | FRG  | letzte 16     | Gold          | letzte 16     | 1    |
| URS     | Weltmeisterschaft   | 1967 | Stockholm   | SWE  | letzte 32     | Halbfinale    | letzte 32     | 2    |
| URS     | Weltmeisterschaft   | 1965 | Ljubljana   | YUG  | letzte 16     | letzte 32     | letzte 32     | 9    |
| URS     | Weltmeisterschaft   | 1963 | Prag        | TCH  | letzte 64     | letzte 32     | letzte 128    |      |